# Pica (medicina)
La pica és un comportament basat en l'apetència i ingestió de substàncies no alimentàries, com sorra, paper, femta (coprofàgia), pèls, carbó, terra, guix, o gel, entre altres possibles. Pot formar part d'algun trastorn mental o donar-se com a conseqüència d'algun dèficit de minerals, com l'anèmia ferropènica.
També fa referència a una gana anormal per alguns productes comestibles que es consideren ingredients per a menjar (ex: farina, patates crues, midó). Perquè aquests antulls es considerin pica, han de persistir més d'un mes, i a una edat en la que el menjar porqueria, plastilina, etc. no es consideri apropiat en el procés del desenvolupament humà.
El nom de la malaltia prové del vocable llatí que vol dir «garsa», un ocell conegut per menjar gairebé qualsevol cosa. La pica afecta a gent de totes les edats i és particularment comú en dones embarassades i nens, especialment aquells que pateixen desnutrició. És molt més comú en països en via de desenvolupament i àrees rurals que en altres llocs. En formes extremes, la pica es considera un trastorn mèdic. Les dones embarassades són conegudes per anhelar ingerir substàncies sorrenques com a terra o farina.
Alguns teoritzen que aquestes dones poden estar buscant minerals necessaris per al seu cos, però fa falta més estudi i investigació sobre aquest tema.
La pica en nens, encara que comuna, pot ser perillosa. Menjar guix, per exemple, que conté plom, pot ocasionar danys cerebrals per enverinament per plom. Hi ha un risc similar en menjar terra a prop de carrers que existien abans de l'eliminació del tetraetil de plom en la gasolina o en els quals s'utilitza oli contaminat (prèviament usat o que conté policlorobifenils tòxics) per assentar la pols. A més de l'enverinament, hi ha un risc molt més greu d'obstruccions gastrointestinals o ruptures a l'estómac. Això també és aplicable als animals.

## Exemples
- Acufàgia (ingestió d'objectes tallants i punxeguts, entre altres agulles, fulles de navalla, llapis, etc.).
- Amilofàgia (ingestió de midó).
- Coniofàgia (ingestió de pols de persianes venecianes).
- Coprofàgia (ingestió d'excrements).
- Geomelofàgia (ingestió anormal de patates crues).
- Geofàgia (ingestió de terra).
- Gooberfàgia (ingestió exagerada de cacauets).
- Litofàgia (ingestió de pedres)
- Mucofàgia (ingestió de mocs)
- Hemofàgia (ingestió de sang)
- Pagofàgia (ingestió exagerada de gel)
- Tricofàgia (ingestió de cabell o llana)
- Urofàgia (ingestió d'orina. Nota: L'orinoteràpia, o consum de l'orina pels presumptes beneficis mèdics i de salut, no s'ha de considerar pica perquè no correspon a una gana, sinó a una decisió conscient).
- Urolàgnia (ingestió d'orina com un fetitxe sexual)
- Xilofàgia (ingestió de fusta)